# اولرزتاون (پنسیلوانیا)
اولرزتاون (به انگلیسی: Uhlerstown) یک منطقهٔ مسکونی در ایالات متحده آمریکا است که در پنسیلوانیا واقع شده‌است. اولرزتاون ۳۵٫۰۵ متر بالاتر از سطح دریا قرار دارد.